# 丘濬
丘濬（1420年—1495年），字仲深，號深庵、玉峰、瓊台，晚號海山老人，廣東瓊山下田村（今海南省海口市瓊山區府城鎮金花村）人，祖籍福建晉江，明朝政治人物。正統甲子廣東鄉試解元，景泰甲戌傳臚。弘治年間官至戶部尚書、武英殿大學士。

## 生平
早年聰敏卻喪父，其母李氏教之讀書，過目成誦。因家貧無書，曾走數百里借書。正统九年（1444年）廣東乡试中舉第一（解元），正统十二年（1447年）入国子监。景泰五年（1454年）登甲戌科进士。選庶吉士，授編修，参与《寰宇通志》的编纂。后進翰林院侍講，參與編寫《明英宗實錄》，之後進侍講學士。《續通鑒綱目》成，擢學士，遷國子監祭酒，進禮部右侍郎，掌祭酒事。
明孝宗時期，其上書《大學衍義補》，后進禮部尚書，掌管詹事府事。參修《憲宗實錄》，充副總裁。弘治四年（1491年）書成，加封太子太保，命兼文淵閣大學士參預機務。弘治六年（1493年）因目疾免朝參。因事被言官彈劾，孝宗不問。歷加少保。弘治八年（1495年）卒，享壽七十六歲。贈太傅，謚文莊。

## 著作
丘濬推崇理學，撰有《伍倫全備記》，寫伍倫全、伍倫備一家滿門忠孝事，宣揚封建教化，徐復祚批評此劇“全是措大書袋子語，陳臭腐爛，令人嘔穢”。晚年“右目失明”，“犹披览不辍”。著有《大學衍義補》《世史正綱》《家禮儀節》《伍倫全備忠孝記》《朱子學的》《丘文莊集》《瓊台集》《平定交南錄》等。

## 評價
《名臣錄》稱丘濬“國朝大臣，律己之嚴，理學之博，著述之富，無出其右者”，《四库全书提要》说：“浚记诵淹博，冠绝一时，文章尔雅，有明一代，不得不置作者之列。”梁章鉅稱丘濬相當於歐陽修，有「轉移文運之功」。何喬新把他和張九齡、余靖及崔與之並稱為“嶺南四傑”。钱穆稱丘濬“不仅为琼岛之大人物，乃中国史上第一流人物也。”

## 軼事
湖口縣鄱陽湖有一間日宮亭廟，異常靈驗，能分風擘流。有一回丘濬夫人北上京師路過停歇此地，晚上睡覺時忽然夢見一位神人對她說：“我戚編修闌也。明日湖中大風，隻艫無存。我與汝夫君為同官，誼相關切，特來救汝，可移登岸。”於是丘夫人醒後便從船上搬到古寺中歇宿。過不了多久狂風大作，風勢狂暴且持續了一天左右，湖中的船隻全都沉沒，船裡的人無一生還，惟獨只有丘夫人僥倖逃過一劫。

## 墓葬
丘濬葬於海南瓊山郊水頭村，丘浚墓現為全國重點文物保護單位。